# Аббатство Нересхайм
Аббатство Святых Ульриха и Афры в Нересхайме (нем. Abtei Neresheim, St. Ulrich und Afra) — бенедиктинский монастырь в баден-вюртембергском городе Нересхайм, относящийся к епархии Роттенбург-Штутгарта; член Бойронской конгрегации.
Монастырь был основан в 1095 году графом Хартманом I фон Диллингеном и его женой Адельгейдой; «ошеломляющая» (нем. erschütternd) барочная церковь монастыря считается одной из самых важных церковных построек эпохи позднего барокко.

## История и описание

### История аббатства
Августинский монастырь Святых Ульриха и Афры был основан графом Хартманом I фон Диллинген и его женой Адельгейдой на горе Ульрихсберг в 1095 году; в 1106 году он преобразован в бенедиктинское аббатство, которое присоединилось к реформам Хирзау (см. Аббатство Хирзау). Первые бенедиктинские монахи перешли в Нересхайм из монастырей Петерсхаузен и Цвифальтен. До середины XIII века монастырь Святых Ульриха и Афры являлся двойным: в дополнение к мужской общине в нём существовала также и женская.
С пресечением рода фон Диллинген в 1258 году начался столетний спор о статусе монастыря, на который претендовали графы Эттингена и епископы Аугсбурга. В XIII веке аббатство в Нересхайме владело семью деревнями и 71 зданием по всему региону, включая десять приходов. Монастырь неоднократно разрушался пожарами и в ходе войн. В конце XVI века конфликт по поводу принадлежности аббатства разгорелся с новой силой — в связи с претензиями княжества Эттинген-Валлерштейн. Имперская комиссия в Мюнхене в 1583 году выступила посредником в конфликте. В 1739 году стороны вновь вступили в спор: на этот раз по поводу продажи местной древесины; после более чем двух десятилетий судебных тяжб они всё же договорились об урегулировании конфликта. В 1764 году аббатство получило право голоса в рейхстаге Священной Римской империи (см. Имперские сословия), но осуществлять мирское правление аббат мог только на крайне незначительной территории.
Монастырь был распущен в результате секуляризации в 1802 году, став собственностью князей Турн-и-Таксис, а в 1806 — Баварии; в 1810 году он окончательно отошёл королевству Вюртемберг. Уже в конце XX века, в 1993 году, монастырские ценности были приобретены вольным государством Бавария у представителей рода Турн-и-Таксис. Большая часть монастырской библиотеки осталась в Нересхайме, после того, как уже запланированная в 1828 году продажа не была осуществлена: хотя библиотечные каталоги XVIII всё ещё находятся в Регенсбурге.
По состоянию на начало XXI века монастырь насчитывал девять монахов, семь из которых постоянно проживали в монастыре; община являлась членом Бойронской конгрегации. Монастырь использовался как место для проведения конференций, ретрита и духовных курсов. 13 февраля 2004 года приор Альберт Кнебель основал общество «Knabenchor Abtei Neresheim», которое предлагало бесплатное общее музыкальное и вокальное образование для мальчиков-первоклассников; данный хор, насчитывающий около 40 человек, ежемесячно выступает в церкви при аббатстве и регулярно даёт концерты за пределами монастыря. Аббатство и город Нересхайм являются почётными членами Королевской академии музыки в Лондоне; раз в год здесь проходит концерт Академии. С конца октября 2009 года в здании монастыря существует музей, повествующий об истории аббатства и проводящий экскурсии по его территории. После смерти аббата Норберта Штоффельса, возглавлявшего монастырь с 23 августа 1977 года по 21 февраля 2012 года, возник скандал в связи с обнаружением у настоятеля активов на сумму около 4,4 миллиона евро.

### Церковь
В период с 1747 по 1792 год по планам архитектора Иоганна Бальтазара Неймана на месте старой церкви было построено новое барочное здание. Храм имеет длину в 83 метра и ширину в 35; он украшен фресками за авторством Мартина Кноллера. Непосредственное управление строительством в Нересхайме осуществлял Леонард Шталь, являвшийся учеником Неймана. Первый камень в основание фундамента был заложен 4 июля 1750 года; после смерти Нейман, 19 августа 1753 года, его преемник Иоганн Баптист Видеманн предполагал продолжить работу по проекту своего предшественника, однако в 1759 году планы были изменены: были перепроектированы своды здания и его купол. По мнению немецкого искусствоведа и историка Георга Дехио монастырская церковь в Нересхайме является «шедевром европейской барочной архитектуры» и лишь немногие сооружения Европы могут составить ей конкуренцию. Монастырская церковь была изображена на оборотной стороне купюры в 50 немецких марок, находившейся в обращении с 1991 по 2002 год. При этом в 1965 году состояние здания вызвало тревогу у специалистов, отметивших проседание главного купола и трещины в стенах; в период с 1969 по 1975 годы церковь была полностью отреставрирована.
Главный орган церкви в Нересхайме был построен в 1794—1797 годах мастером Иоганном Непомуком Хольжей из Оттобойрена; при этом прототипом послужил орган базилики Святого Мартина в Вайнгартене. В 1979 году монастырский орган был восстановлен специалистами из цюрихской компании «Orgelbau Kuhn AG».